# Georges Calas
Georges Calas (né le 21 novembre 1948 à Paris) est un minéralogiste et un universitaire français.

## Études et carrière
Georges Calas a fait ses études à l'École normale supérieure de Saint-Cloud (désormais École normale supérieure de Lyon), où il obtient son agrégation en sciences naturelles, puis à l'université Pierre et Marie Curie où il soutient en 1971 une thèse en sciences naturelles intitulée "Étude des fluorines zonées de Valzergues (Aveyron) : principe d'un thermomètre géologique basé sur l'étude de centres colorés",.
Il a successivement travaillé comme chercheur au CNRS, puis comme professeur des universités (1981-2001) à l'Université Paris Diderot où il a dirigé le département des sciences de la Terre, avant de rejoindre l'Université Pierre-et-Marie-Curie (devenue Sorbonne Université depuis sa fusion avec l'Université Paris-Sorbonne en 2018).
Il a également occupé la Chaire annuelle Développement durable – Environnement, Énergie et Société au Collège de France (2014-2015), et occupé d'autres fonctions, comme administrateur du Bureau de Recherches Géologiques et Minières, chargé de mission au ministère de l'Enseignement supérieur et de la Recherche, président de la Société française de minéralogie et cristallographie, ou encore vice-président de l'European Mineralogical Union.

## Travaux de recherche
Il a apporté des contributions scientifiques majeures au cours des quatre dernières décennies en géochimie, cristallochimie, minéralogie et sciences des matériaux. Son expertise est principalement reconnue en dans les minéraux et les verres, avec une application spécifique en minéralogie environnementale. Il a été un pionnier de l'utilisation de la spectroscopie du solide dans ces domaines scientifiques, en particulier avec le rayonnement synchrotron. Il a aussi travaillé sur les matériaux industriels, la géochimie environnementale et la minéralogie des contaminants métalliques lourds, les verres de déchets nucléaires et les dommages causés par les radiations dans les verres et les minéraux,.
Plus récemment, ses recherches se sont étendues aux ressources minérales et à leur gestion durable, ainsi qu'aux matériaux du patrimoine culturel tels que les vitraux médiévaux.
Georges Calas a publié 350 articles et chapitres de livre, engendrant plus de 19,000 citations, selon Google Scholar. Il a également encadré plus de 35 thèses.

## Distinctions
Parmi les distinctions qui lui ont été décernées,,, on peut citer:
- 2002 : Prix Yvan-Peychès
- 2009 : « Geochemistry Fellow », de la Geochemical Society et de la European Association of Geochemistry (EAG)
- 2016 : prix Dolomieu de l'Académie des Sciences
- 2022 : Médaille Roebling

Georges Calas est membre de plusieurs sociétés savantes,, notamment :
- L'Institut universitaire de France
- La Geochemical Society
- La Société américaine de minéralogie
- La Société royale du Canada
- L'Academia Europaea